# Paradisier de Raggi
Paradisaea raggiana
Espèce
Statut de conservation UICN

 LC  : Préoccupation mineure
Statut CITES
Le Paradisier de Raggi (Paradisaea raggiana) est une espèce d'oiseaux de la famille des Paradisaeidae.

## Description
Brillamment coloré et orné de plumes duveteuses rouge écarlate, le paradisier de Raggi mâle est un des représentants les plus spectaculaires de cette famille flamboyante. Les paradisiers mâles sont réputés pour leur plumage voyant mais aussi pour l'extraordinaire parade nuptiale qui attire et séduit les femelles.

## Distribution
Cet oiseau vit à travers la Papouasie-Nouvelle-Guinée.

## Sous-espèces
D'après la classification de référence (version 5.2, 2015) du Congrès ornithologique international, cette espèce est constituée des quatre sous-espèces suivantes (ordre phylogénique) :
- P. r. raggiana Sclater, 1873 : du centre-sud au sud-est de la Nouvelle-Guinée ;
- P. r. intermedia De Vis, 1894 : régions de Wau et de la rivière Mambore ;
- P. r. granti North, 1906 : est de la Nouvelle-Guinée, intérieur des terres depuis le golfe de Huon ;
- P. r. augustaevictoriae Cabanis, 1888 : nord-est de la Nouvelle-Guinée.

## Dénomination, historique
Sclater, 1873, avait nommé cette espèce Paradisea raggiana en l'honneur de Francis Raggi. Elle avait été découverte à Orangerie Bay par des marins de la corvette Vettor Risani qui mirent le cap pour assister les naturalistes Beccari et d’Albertis. Ce dernier envoya deux spécimens à Sclater avec la demande de la nommer en l’honneur de Raggi, un grand amateur d’oiseaux. Le paradisier de Raggi est également l’oiseau national de la Papouasie-Nouvelle-Guinée (Ottaviani 2012).

## Habitat
Frith & Frith (2009) ont décrit une mosaïque d’habitats : forêts de basse altitude, de colline et de moyenne montagne, formations secondaires, lisières de forêts, jardins, boisements de casuarinas Casuarina et taillis en zones ouvertes déboisées.

## Alimentation
Beehler (1983) a répertorié 81 individus se nourrissant sur Ficus sp., 75 sur Homalanthus novoguineensis (fruits à capsule) et 24 sur Gastonia spectabilis (baies), les 47 autres spécimens fréquentant d’autres plantes.
Ottaviani (2012), a montré, photo à l’appui, que l’espèce consomme également des baies d’une araliacée du genre Polyscias.

## Parade nuptiale
Les mâles vivent en promiscuité et s’agrègent sur une zone de lek en occupant des perchoirs traditionnels. Les zones de lek, situées dans l’étage supérieur ou à la cime de la canopée de la forêt intérieure ou résiduelle, peuvent être utilisées pendant 10 à 20 ans. La plupart des leks comportent un grand arbre mais certains en comptent deux et abritent jusqu’à dix mâles adultes. La période des parades varie selon le secteur mais un pic a lieu de mai à août dans le parc national de Varirata et de juin à octobre dans la vallée de Wau. Le comportement nuptial des mâles est fondamentalement similaire à celui du paradisier grand-émeraude (parade de convergence, parade statique, séquence d’accouplement) avec quelques différences dans les mouvements, les postures et l’exhibition des plumes ornementales (Frith & Frith 2009).
Ottaviani (2012) a décrit une vidéo, du site Cornell Lab of ornithology, réalisée en décembre 2010 à Mendi dans la forêt Kiburu sur les Hauts Plateaux du sud par Edwin Scholes. Un mâle se perche sur une branche oblique pour se pencher fortement en avant et exhiber son panache de plumes rouges. Dans cette posture, il imprime de brefs coups d’ailes et donne parfois des coups de bec sur la branche mais sans émettre le moindre cri.

## Nidification
La solide coupe est formée d’une assise de sarments de vignes et de feuilles mortes assemblées à des feuilles de palmiers. Elle est placée à environ quatre mètres dans la fourche d’un arbre de la forêt vers 400 m d’altitude. Elle contient deux œufs crème rosé striés longitudinalement de brun-rouge avec des sous-stries gris-violet (Gilliard 1969).
Frith & Frith (2009) ajoutent que le revêtement intérieur ressemble à du crin de cheval mais dont il s’agit probablement de fibres d’un champignon. La période d’incubation portant sur une seule ponte est de 18 jours en milieu naturel et de 20 jours en captivité. La période d’élevage des jeunes au nid est de 17 à 20 jours sur trois cas d’élevage en captivité. À l’éclosion, les poussins sont nus et roses puis la peau devient foncée.

## Statut, conservation
BirdLife International (2011) qualifie l’espèce de « préoccupation mineure » car elle vit sur un assez vaste territoire et présente des effectifs stables sans menace notable. En 2002, sur le Crater Mountain Wildlife Management Area, à une altitude de 430 m à 650 m, la densité moyenne était estimée à 16,3 individus par km2 en forêt primaire, 14,7 individus par km2 dans d’anciens jardins, 20,9 individus dans de nouveaux jardins et, à une altitude de 650 m à 930 m, elle était évaluée à 42,7 individus en forêt primaire, 70,3 individus dans d’anciens jardins et 70,8 dans de nouveaux jardins.

## Le Paradisier de Raggi dans la culture

Le Paradisier, symbole de l'équipe nationale de rugby à XIII de Papouasie-Nouvelle-Guinée

Le Paradiser de Raggi, connu en Papouasie-Nouvelle-Guinée sous le nom local de kumul, est devenu le symbole de l’Équipe nationale  de rugby à XIII, dont les joueurs sont eux-mêmes  surnommés les kumuls.